# Carnaval de Guaratinguetá
O Carnaval de Guaratinguetá é um dos eventos mais importantes da cidade anualmente. É considerado um carnaval de relativa importância regional, devido à participação de profissionais do Rio de Janeiro, o que gera relativa cobertura na imprensa especializada. Seus eventos principais sãos desfiles dos blocos de embalo, e de escolas de samba de duas ligas diferentes, a LESAG e a OESG.

## Agremiações
A Banda Mole, fundada em 1975, é um dos destaques no sábado de Carnaval. A concentração acontece no centro da cidade e o desfile sai a partir das 19h, quando o prefeito entrega a chave da cidade ao Rei Momo e sua Côrte. A entidade já chegou a reunir 10000 foliões em seu desfile.

### Blocos de embalo
A característica principal destes blocos é o uso de uma camiseta relacionada ao tema do ano. Cantam músicas originais para cada desfile, que podem ser marchinhas ou sambas, e não possuem caráter competitivo, desfilando com, em média, cerca de 500 componentes.
Os blocos de embalo são: Bloco da Lata, Bloco do Pit-bull x Poodle, Bloco 100% Gardenal, Bloco Bar do Neto, Bloco da Santa Casa, Bloco Língua de Trapo, Bloco Maria Vai Kzoutras, Bloco Falados da Esquina, Bloco Café no Bule e Bloco Nóis Enverga Mais Não Quebra.

### LESAG
A Liga das Escolas de Samba de Guaratinguetá (LESAG), é uma entidade representativa carnavalesca que congrega seis escolas de samba da cidade. Anteriormente, eram blocos de enredo, e posteriormente se transformaram em escolas de samba, sem no entanto se filiar à liga anterior, que era a #OESG. Nunca houve rebaixamento entre LESAG e OESG, porém historicamente sempre se entendeu a primeira como um grupo de acesso do carnaval.
O ano de 2008 foi o último em que houve o desfile dessas agremiações. Posteriormente, com a não-liberação da verba por parte da Prefeitura, as escolas não desfilaram em 2009. Em 2010, não houve Carnaval por causa das chuvas, e em 2011, as escolas da LESAG novamente não desfilaram.
São filiadas à LESAG:

#### Unidos da Climério Galvão
Como bloco, foi tricampeão.
Em 2007 apresentou como enredo "Nas ondas da informação, surge a voz da “Liberdade”: Super Rádio Piratininga, a sintonia da cidade!", dos compositores Danilo Barros, “Cahê do Cavaco” e Mário Santos, tendo como intérprete o carioca Leandro Santos, que posteriormente seria primeira voz da Estácio de Sá.
Em 2008, desfilou com o enredo "Corumbê, Corumbê: a Lenda do Sumé", de Álvaro Barbosa de Paula, Cahê do Cavaco e Simony, tendo como intérprete Marcelo Real.Este samba de 1972, reeditado na década de 2000, foi bastante elogiado pelo site Samba Rio Carnaval. Nesse último ano foi terceiro colocado.

#### Unidos da Pires Barbosa
Em  2007, desfilou com o enredo “No reino das águas, a eternidade da vida” de autoria, e também interpretado por Marquinhos Metralha.
Em 2008 desfilou com o samba "Uma luz que não se apaga", de Paulo da Caixa e Ricardo Nascimento. Nesse último ano foi campeã.

#### Princesa do Vale
Apesar de filiada À LESAG, não desfilou em 2008.

#### Unidos do Parque
Viveu seu melhor momento no carnaval de Guaratinguetá na década de 90. A rivalidade com o bloco Lelé da Cuíca do bairro de São Benedito. Um dos vice-campeonatos inesquecíveis foi em 1995 com o samba que com o refrão "O Parque é lindo é um tesouro nacional, de vermelho, azul e branco vem brindar o carnaval", sobre o Pantanal é lembrado até hoje pelos saudosistas.
A decadência da escola inicia após seu último título e a situação se agrava nos primeiros anos da década de 2000. aos poucos vai perdendo sua identidade com o bairro do Parque São Francisco, realizando carnavais pobres, sem empolgação.na gestão do Sr. José dos Santos, o "Carioca" (2001-2008) com mudanças de estatuto privando a comunidade de participar e a maneira de como os trabalhos eram conduzidos, agonizava nas últimas colocações e em 2004 o Presidente foi reeleito por "falta de concorrentes". em 2007 apresentou o enredo “Como é lindo o destino dessa menina... seus feitos e glórias, o parque conta a sua história”, de Danilo Barros e Cahê do Cavaco, tendo como intérprete Danilo Barros.
O carnaval de 2008 marcou a decadência não só do Unidos do Parque bem como do carnaval das Escolas de 2º Grupo, culminando com a não liberação da subvenção da Prefeitura Municipal de Guaratinguetá e posteriormente não apresentação das cinco escolas do 2º grupo no carnaval 2009, a escola não fez uma boa apresentação, não cumpriu com algumas exigências do regulamento (ausência do nome do enredo no carro abre-alas, e do casal de mestre sala e porta bandeira, assim penalizada com a perde de pontos).terminando na última colocação (5º lugar) com apenas 48 pontos. ao som do samba "Contos, cantos e encantos na Terra dos Pássaros Brancos", de Edmílson, Danilo Barros e Cahê do Cavaco, e novamente com  Danilo Barros como intérprete.

#### Unidos do São Dimas
Em 2007 desfilou com "Do passado ao presente, entrelaçado ao futuro: a certeza do amanhã", de Gerson e Dito Galinha, e Nei Beição como intérprete. Já em 2008, desfilou ao som do samba "Pesado como pedra, leve como a pluma, assim nasceu a história do dinheiro", dos compositores Edmílson, Gú Sete Cordas e Gersinho do Cavaco, e tendo como intérprete Ney Beição. Nesse último ano foi vice-campeã.

#### Unidos da Verde e Rosa
Em 2007 desfilou com o enredo: “Só com muito amor no coração que o Brasil tem solução”, de Douglas e interpretado por Uéslei. E em 2008, desfilou com "Nasci do pecado, nos 7 pecados me criei, sou Verde Rosa pecador, na avenida eu sou o rei", samba composto por: Badá, Terrão e Dú do Cavaco, e novamente tendo como intérprete Uéslei. Nesse último ano foi quarta colocada.

### OESG
Organização das Escolas de Samba de Guaratinguetá - OESG, fundada em 2002, é a liga responsável pelo desfile das maiores escolas da cidade.
Também possui seis escolas filiadas, sendo as agremiações "Bonecos Cobiçados" (1957) e a "Embaixada do Morro" (1944) as mais antigas da cidade em atividade.
São filiadas à OESG:

#### Unidos da Tamandaré
Até o ano de 1969, a campeã do Carnaval era escolhida por aclamação popular, sendo que a partir de 1970, as escolas passaram a ser avaliadas por uma comissão julgadora. Nesse mesmo ano, o desfile foi transferido para a Avenida Presidente Vargas; no Bairro Vila Paraíba.